# گردشگری جنسی
روابط جنسی در گردشگری به گردشگری به قصد داشتن روابط یا فعالیت جنسی با روسپیان گفته می‌شود این موضوع برای جذب گردشگر از کشورهای ثروتمند نیز در نظر گرفته می‌شود.
سازمان جهانی گردشگری که یک سازمان زیر مجموعه سازمان ملل است روابط جنسی در گردشگری را یک مسافرت سازمان یافته توسط بخش گردشگری، یا توسط افرادی بیرون از این بخش ولی با استفاده از امکانات این بخش با هدف اولیه استفاده تجاری از روابط جنسی گردشگر با افراد مقیم مقصد تعریف کرده است. سازمان ملل به علت نتایج نامناسب روابط جنسی در گردشگری در ایجاد نابرابری در بخش‌های بهداشت، اجتماع و فرهنگ در هر دو کشور میهمان میزبان و به خصوص در ایجاد امکان بهره بردای از نابرابری جنسی و اقتصادی در کشور میزبان با آن به مبارزه می‌پردازد.
جذابیت سکس در کشور میزبان ممکن است به علت قیمت پائین‌تر نسبت به کشور میهمان یا قانونی بودن روسپی‌گری یا بی‌تفاوتی قانون نسبت به روسپی‌گری باشد.

## میزبان‌ها

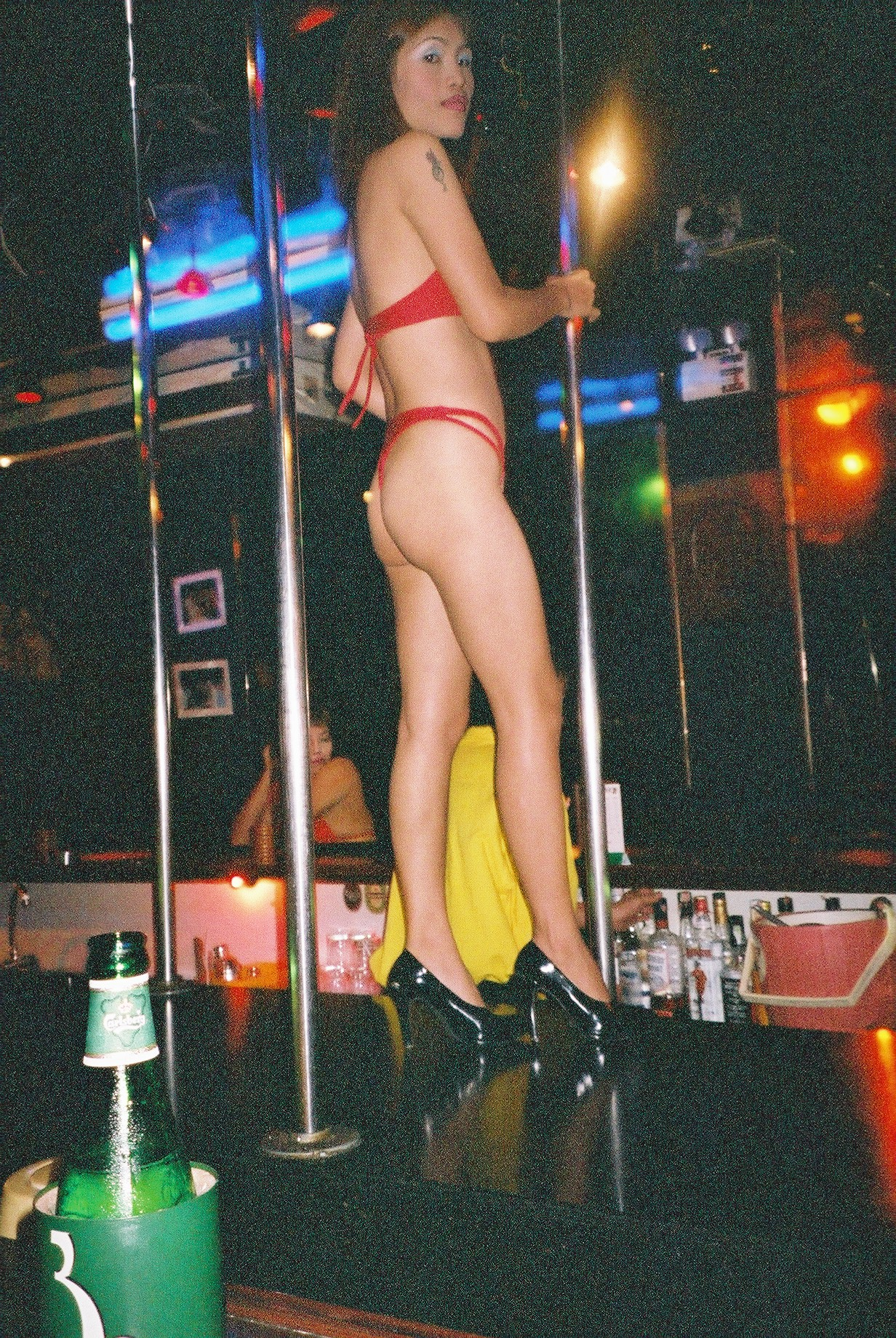
یک رقصنده در یک بار در تایلند

مقاصد مهم برای سکس در گردشگری کشورهای تایلند، برزیل، سریلانکا، جمهوری دومینیکن، کاستاریکا کوبا می‌باشند.
شهرها و مراکزی مخصوص برای روابط جنسی در نظر گرفته شده است که از آن جمله مناطق روسپیان در آمستردام هلند، زانه نورت در شهر تیخوانا در مکزیک، شهرک پسران در نئوو لایردو مکزیک، بانکوک، پاتایا، پوکت در تایلند، ولادی‌وستوک در روسیه (برای گردشگران ژاپنی)، و انجلز سیتی در فیلیپین را نام برد.
در بیشتر مناطق ایالات متحده آمریکا فحشا ممنوع می‌باشد ولی در ایالت نوادا ناحیه‌های مشخصی برای فحشا وجود دارد در نتیجه گروهی از مردم آمریکا به منظور بهره‌گیری از این امکان به نوادا سفر می‌کنند. باوجود منع قانونی، به صورت خردتر نسبت به نوادا شهرهای بزرگ آمریکا میزبانان گردشگران سکس می‌باشند.
بسیاری از زنان عراقی که از جنگ عراق گریختند به فحشا روی آوردند به‌طوری‌که تنها در کشور سوریه ۵۰٬۰۰۰ زن و دختر عراقی مجبور به فحشا شدند. وجود روسپیان ارزان قیمت عراقی، به سوریه برای جلب گردشگران سکس کمک کرده است. مشتریان روسپیان از کشورهای ثروتمند خاورمیانه از جمله مردان عربستانی می‌باشند. برای روسپیان باکره هزینه بیشتری پرداخت می‌شود.

### روابط جنسی در گردشگری برای زنان
مقاصد مهم گردشگری جنسی برای زنان شامل جنوب اروپا (ایتالیا، اسپانیا، یوگسلاوی سابق و یونان)، جزایر کارائیب (کاستاریکا، دومینیکن، جامائیکا و باربادوس) و در آفریقا کشور کنیا است. سکس در گردشگری زنان با مردان متفاوت است زنان برای این مقصود وارد بارها نمی‌شوند همچنین آن‌ها معمولاً به جای پرداخت دستمزد برای روسپی، لباس و غذا هدیه می‌دهند.

## کودکان

### آمریکا
مطابق با قانون فدرال PROTECT Act of ۲۰۰۳، هرگونه استفاده از افراد زیر ۱۸ سال برای بهره‌گیری در سکس در گردشگری ممنوع است.
در سال ۲۰۰۵ یک شرکت فعال در بخش گردشگری به نام Big Apple Oriental Tours به علت تلاش برای گسترش فحشا از طریق صنعت گردشگری مورد پیگرد قانونی قرارگرفت اما پس از دوبار رسیدگی قضایی، این پرونده به نتیجه‌ای نرسید.
دولت آمریکا مبلغ ۵۰ میلیون دلار را برای پیگیری موضوعات مربوط به سکس در گردشگری در نظر گرفته است.

### انگلیس
مطابق با قانون Sexual Offences Act ۲۰۰۳ همه شهروندان بریتانیایی که مرتکب جرایم جنسی علیه کودکان شوند مورد پیگرد قانونی قرار می‌گیرند. افرادی در صورت ارتکاب جرایم جنسی علیه کودکان به زندان محکوم می‌شوند همچنین نام افراد و مکان‌های مرتبط با این اعمال به عنوان آزاردهندگان کودکان ثبت می‌شود. پلیس انگلستان به همراه مرکز مبارزه با بهره‌کشی کودکان اروپا و اینترپل گردشگرانی را که به منظور سکس وارد انگلستان می‌شوند زیر نظر می‌گیرد.